# Rudolf Schöll
Rudolf Schöll, född den 1 september 1844 i Weimar, död den 10 juni 1893 i München, var en tysk klassisk filolog. Han var son till Adolf Schöll.
Schöll studerade först vid universitetet i Göttingen med Hermann Sauppe och Ernst Curtius som lärare. Därefter följde studier vid universitetet i Bonn för bland andra Friedrich Ritschl och Otto Jahn. År 1865 promoverades han till filosofie doktor. Senare arbetade han i Italien och Grekland  (1867–1870), först som assistent till Theodor Mommsen vid katalogiseringen av inskrifter och handskrifter, därefter som privatsekreterare till Guido von Usedom, den preussiske ambassadören hos den italienska regeringen i Florens.
År 1871 genomförde han sin habilitation i klassisk filologi och blev privatdocent vid Berlins universitet. Följande år blev han extra ordinarie professor vid Greifswalds universitet. År 1874 utnämndes han till Conrad Bursians efterträdare vid universitetet i Jena och 1875 flyttade han till universitetet i Strassburg som Ulrich Köhlers efterträdare. År 1885 efterträdde han Bursian på nytt, denna gång som professor vid Münchens universitet.
Schöll fördjupade sig inom områdena grekisk och romersk rättshistoria, klassisk arkeologi och grekisk epigrafik. Genom sitt liv odlade han vänskaper med prominenta personer som prins Fredrik Vilhelm av Preussen, författaren Paul Heyse, tonsättaren Franz Liszt och målaren Franz von Lenbach.